# Districte de Përmet
Përmet era un dels trenta-sis districtes en els quals es dividia Albània fins al juliol del 2000. En el moment de la substitució dels districtes per comtats, tenia 25.837 habitants i una extensió de 929 km². La capital era Përmet. Hi havia un nombre important d'habitants aromanesos.
Es dividia en els municipis següents:
- Ballaban
- Çarçovë
- Dishnicë
- Frashër
- Këlcyrë
- Përmet
- Petran
- Qendër Piskovë
- Sukë